# Au Pays noir
Pour l’article homonyme, voir Pays noir.

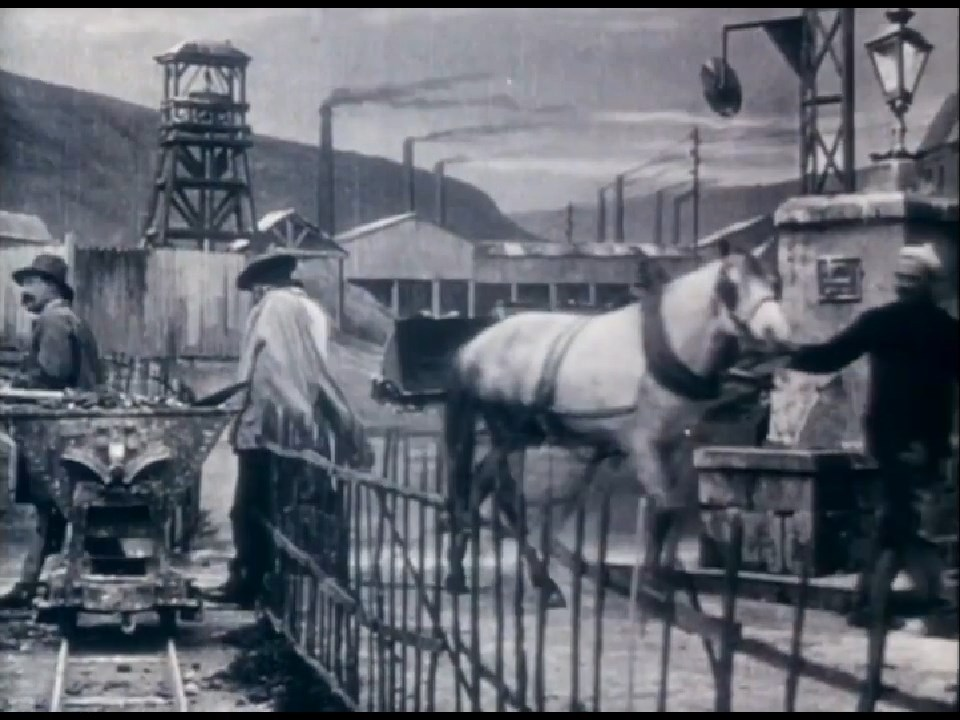
Capture d'écran d'une scène du film.

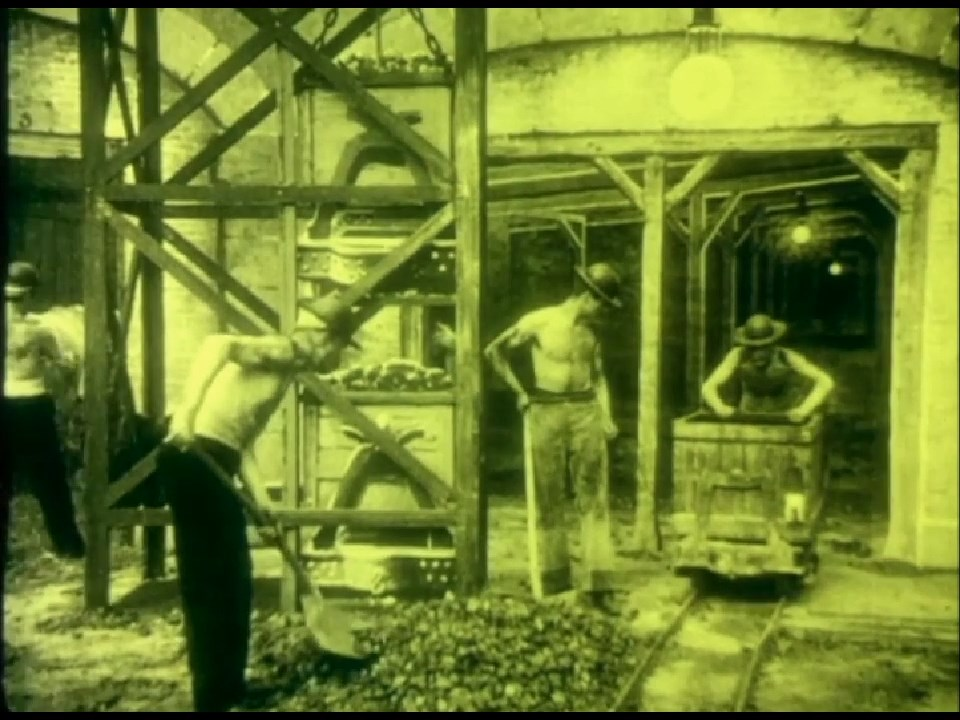
Dans les tunnels

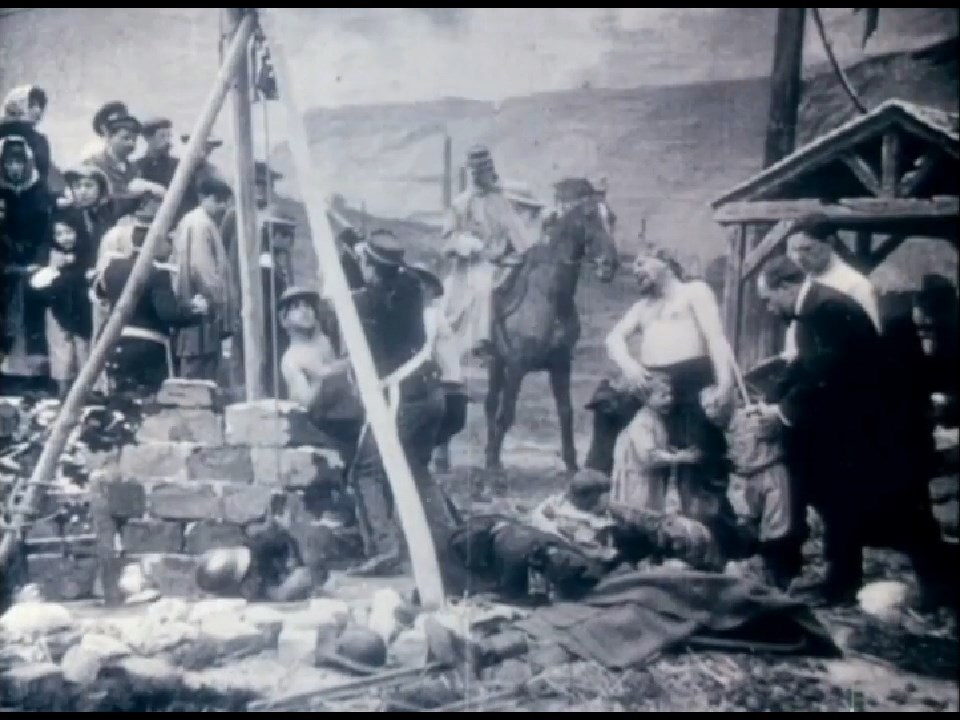
Scène finale

Au Pays noir est un film français réalisé par Ferdinand Zecca et Lucien Nonguet, sorti en 1905.

## Synopsis
Un père et son fils travaillent dans une mine de charbon. Une explosion se produit, tuant le fils.

## Fiche technique
- Réalisation : Ferdinand Zecca et Lucien Nonguet[1]
- Production : Pathé Frères
- Genre : Drame
- Durée : 13 minutes
- Date de sortie : 1905

## Contexte
Ferdinand Zecca a été embauché par Charles Pathé en tant que réalisateur après l'exposition universelle de 1900, et devient son cinéaste attitré. Il réalise en 1905 ce film en huit tableaux qui met en scène une catastrophe minière, inspirée du roman Germinal d'Émile Zola.

## Production
Le film a été tourné dans les studios Pathé à Montreuil, avec des décors peints, comme le montre l'absence de mouvement des fumées venant des cheminées.

## Analyse
Le film, organisé en huit tableaux, présente une trame dramatique et réaliste.
1. Intérieur du mineur
2. En route vers le puits
3. Entrée de la mine
4. La descente
5. Dans les galeries
6. Un coup de grisou
7. Envahis par les eaux
8. Le sauvetage